# Arçonnay
Arçonnay is een gemeente in het Franse departement Sarthe (regio Pays de la Loire). De plaats maakt deel uit van het arrondissement Mamers. Arçonnay telde op 1 januari 2022 1.897 inwoners.

## Geografie
De oppervlakte van Arçonnay bedroeg op 1 januari 2022 7,85 vierkante kilometer; de bevolkingsdichtheid was toen 241,7 inwoners per km².

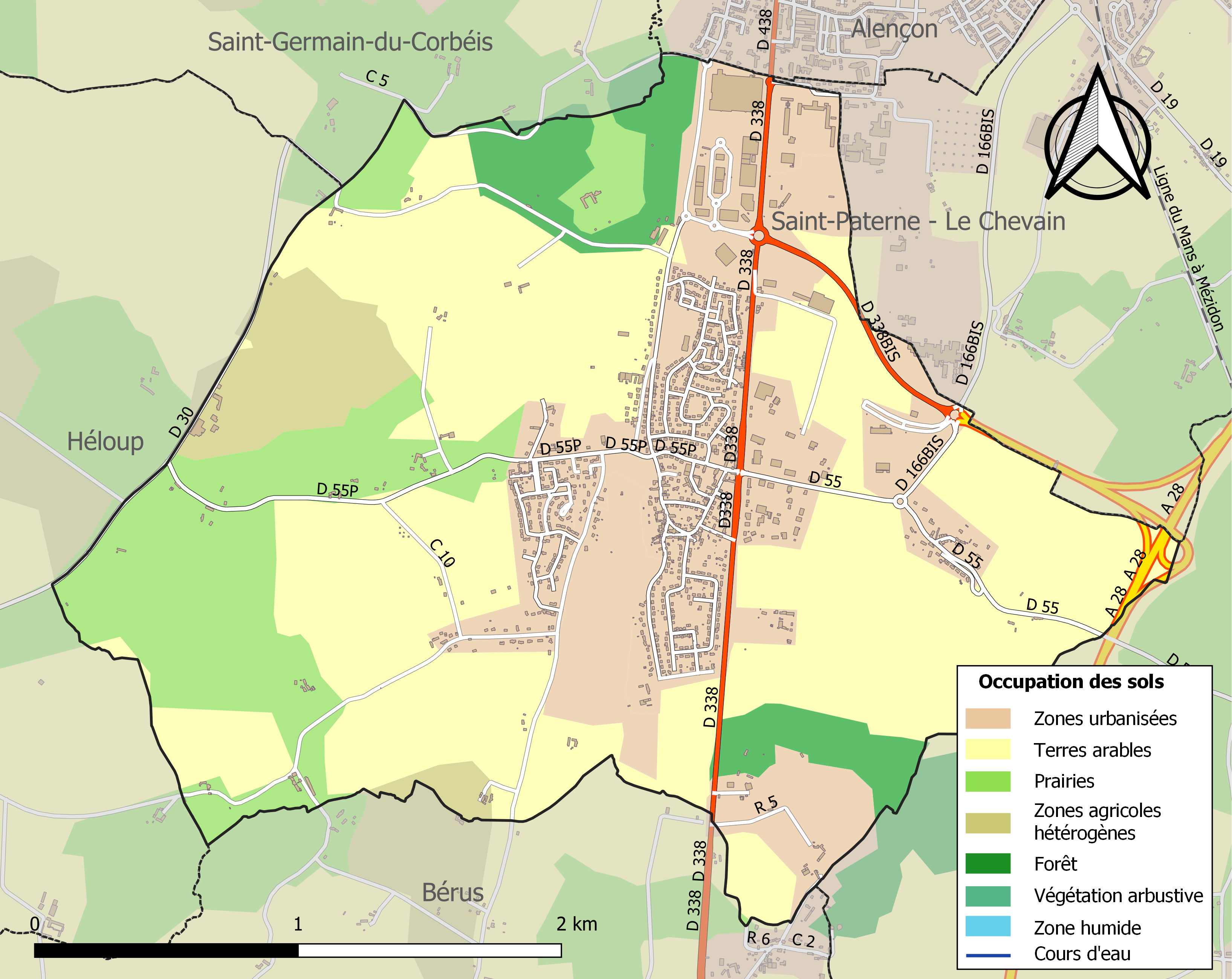
Kaart van de gemeente met de belangrijkste infrastructuur, bodemgebruik en omliggende gemeenten

## Demografie
Onderstaande figuur toont het verloop van het inwonertal (bron: INSEE-tellingen).